# Dragica Cepernić
Dragica Cepernić (Postira, 15. prosinca 1981.), hrvatska nogomatašica, trenutno nastupa za ŽNK Osijek iz Osijeka, na mjestu braniča pod brojem 2.
Dragica u Osijek dolazi s Postira na Braču 2000. godine isključivo zbog nogometa gdje i danas živi i radi. Za Osijek koji je osamnaest godina prvak Hrvatske i ima šesnaest osvojenih kupova odigrala je 12 prvenstava i deset kupova.
14. kolovoza 2014. na Gradskom vrtu u Osijeku izborila je svojim pogotkom nastup u UEFA-inoj ženskoj Ligi prvaka. Gol postiže glavom u sedmoj minuti protiv Spartaka iz Subotice (Osijek - Spartak 1:0) te Osijek zauzima prvo mjesto u skupini 5 s 9 bodova.